# Войцехув (Люблінський повіт)
Войцехув (пол. Wojciechów) — село в Польщі, у гміні Войцехув Люблінського повіту Люблінського воєводства.
Населення — 878 осіб (2011).

## Демографія
Демографічна структура станом на 31 березня 2011 року:
|          | Загалом | Допрацездатний вік | Працездатний вік | Постпрацездатний вік |
| -------- | ------- | ------------------ | ---------------- | -------------------- |
| Чоловіки | 418     | 74                 | 294              | 50                   |
| Жінки    | 460     | 85                 | 241              | 134                  |
| Разом    | 878     | 159                | 535              | 184                  |